# Kluddtjärnen (Degerfors socken, Västerbotten, 715521-166840)
Kluddtjärnen är en sjö i Vindelns kommun i Västerbotten och ingår i Umeälvens huvudavrinningsområde.